# Tytomyia bequaerti
Tytomyia bequaerti är en insektsart som först beskrevs av Navás 1912.  Tytomyia bequaerti ingår i släktet Tytomyia och familjen fjärilsländor. Inga underarter finns listade i Catalogue of Life.